# 劉延年 (南朝)
始平沖王劉延年（465年—468年8月16日），字德沖，彭城郡彭城縣人，南朝宋建平王劉景素之子，始平孝敬王劉子鸞繼子。

## 生平
南朝宋泰始二年十一月壬辰（466年12月1日），劉延年出繼新安孝敬王劉子鸞，襲封新安郡王。泰始三年十月壬午（467年11月16日），追改封新安王劉子鸞為始平郡王，食邑千戶，劉延年襲封始平郡王。
泰始四年七月丙辰（468年8月16日），劉延年去世，時年四歲，謚沖王。